# بخش درح
بخش درح یکی از بخش‌های شهرستان سربیشه در استان خراسان جنوبی ایران است.

## جمعیت
براساس سرشماری مرکز آمار ایران در سال ۱۳۹۵، جمعیت بخش درح ۱۱۱۶۷ نفر (در ۳۰۲۷ خانوار) بوده‌است.

## تقسیمات کشوری
بخش درح از دو دهستان تشکیل شده‌است:
- دهستان درح
- دهستان لانو